# Cagiva C589
La Cagiva C589 è una moto agonistica della casa Cagiva, il cui nome è formato dall'unione di più lettere e numeri "C", "5" e "89", dove "C" sta per "Cagiva", "5" sta per "500" (come la classe del mondiale e la cilindrata), "89" sta per 1989 (anno in cui è stato portato in gara il modello), questa moto da competizione è infatti prodotta dalla casa di Varese che corse nel motomondiale del 1989 con alla guida Randy Mamola con il numero 12.

## Descrizione
Questa moto è la diretta evoluzione della C588 da cui differisce in minima parte e adottò definitivamente le nuove forcelle rovesciate (usate anche da Mamola nel campionato '88), ma non diede vita facile ai suoi piloti, difatti la moto data l'errata distribuzione dei pesi impedisce di scaricare liberamente la potenza al suolo e i piloti si ritrovano in difficoltà, difatti Randy Mamola (con il numero 12) si piazzò solo 18º a fine campionato, mentre il suo compagno Massimo Broccoli (con il numero 29) si piazzò 29º.
Esteticamente rispetto al modello precedente differisce solo per le feritoie lunghe e sottili aggiuntive al termine degli sfoghi del radiatore e di una feritoia dietro e sotto gli sfoghi, mentre il plexiglas del cupolino risulta più basso e meno bombato.